# 프랑스 통령정부
통령정부(統領政府, Consulat) 또는 집정정부(執政政府)는 총재정부 이후 나폴레옹의 쿠데타에 의해 1799년 11월 9일~ 1804년 간 존속되었던 프랑스의 정부이다. 나폴레옹이 황제에 오르면서 폐지됐다. 통령정부에서는 제1통령, 제2통령, 제3통령이 나라를 운영하였으며, 1802년 8월에는 나폴레옹이 종신통령의 자리에 올랐다. 권한은 모두 세 명의 통령에게 똑같이 분할되었으나 쿠데타로 집권한 제1통령 나폴레옹의 권한이 가장 막강하였고, 상대적으로 제2통령과 제3통령의 권한은 더욱 위축되었다. 제1통령은 내정, 외교와 군사, 제2통령은 사법, 제3통령은 재정을 담당하였다.

## 통령

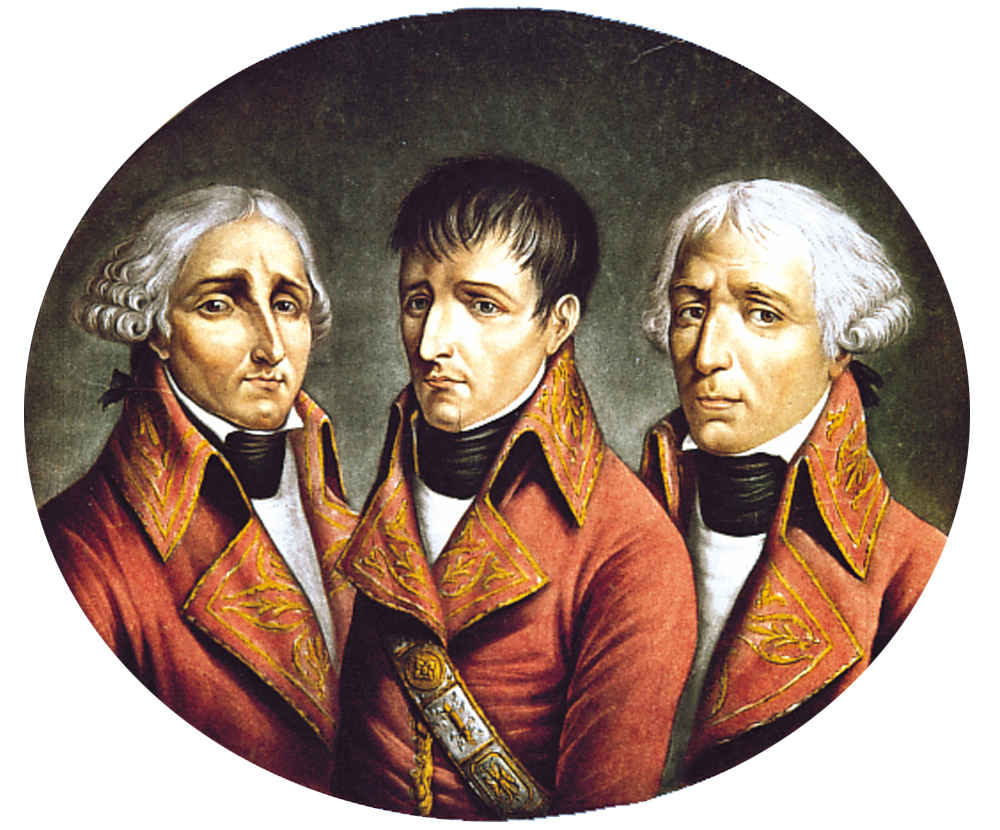
제2통령 캉바세레스, 제1통령 나폴레옹 보나파르트, 제3통령 르브룅

| 임시통령(1799년, 11월 10일~12월 12일)  | 임시통령(1799년, 11월 10일~12월 12일) | 임시통령(1799년, 11월 10일~12월 12일) |
| -------------------------------------- | ------------------------------------- | ------------------------------------- |
|                                        |                                       |                                       |
| 나폴레옹 보나파르트 제1통령            | 에마뉘엘 조제프 시에예스 제2통령      | 로저 뒤코 제3통령                     |
| 통령(1799년 12월 12일~1804년 5월 18일) |                                       |                                       |
|                                        |                                       |                                       |
| 나폴레옹 보나파르트 제1통령            | 장 자크 캉바세레스 제2통령            | 샤를 프랑수아 레브런 제3통령          |

## 같이 보기
- 알프스산아래 공화국